# Stiphropella
Stiphropella es un género de arañas cangrejo de la familia Thomisidae. Contiene una sola especie, Stiphropella gracilis. La especie fue descrita por el aracnólogo Reginald Frederick Lawrence en 1952.
Aparece registrado en una sección de la publicación Annals of the Natal Museum, 12.

## Distribución
Se distribuye por África, en Sudáfrica.